# Titus O’Neil
Thaddeus Michael Bullard (* 29. April 1977 in Live Oak, Florida) ist ein amerikanischer Profi-Wrestler im Ruhestand und ehemaliger Footballspieler. Er ist der Global Ambassador der WWE. Bullard wird von der Firma als „einer der philanthropischsten Superstars in der Geschichte der WWE“ bezeichnet und erhielt bei der WWE Hall of Fame 2020 den Warrior Award. In der WWE war er unter dem Ringnamen „Titus O'Neil“ bekannt.
Sein bisher größter Erfolg war der Erhalt der WWE Tag Team Championship.

## Football-Karriere
Bullard wuchs in Live Oak, Florida auf, wo er die Suwannee High School besuchte. Dort machte man aus ihm einen Parade All-American. Im Januar 1996 unterschrieb er bei der University der Florida Gators. Bullard absolvierte in 4 Spielzeiten insgesamt 44 Spiele.
Nach dem College spielte Thaddeus von 2003 bis 2007 in der Arena Football League bei den Utah Blaze, Tampa Bay Storm, Las Vegas Gladiators und den Carolina Cobras.

## Wrestling-Karriere

### World Wrestling Entertainment (seit 2009)
Bullard unterzeichnete einen Entwicklungsvertrag mit World Wrestling Entertainment im Jahr 2009 und begann mit dem Training für die Florida Championship Wrestling. Er machte sein TV-Debüt am 16. Januar 2010 als Titus O’Neil. Gemeinsam mit Skip Sheffield durfte er ein Tag Team Match gegen Vance Archer und Alex Riley gewinnen.
Bei dem Finale der WWE NXT Staffel 1, das am 1. Juni 2010 ausgestrahlt wurde, wurde Bullard mit Zack Ryder als Pro für die zweite Staffel angekündigt. In dieser wurde er jedoch als erster eliminiert. Ab März 2011 nahm er erneut an NXT (fünfte Staffel) teil, dieses Mal mit Hornswoggle als Pro. In der NXT-Ausgabe vom 18. April 2012 wurde er zusammen mit Darren Young von John Laurinaitis zu SmackDown gedraftet. Mit Young bildete er das Tag-Team der Prime Time Players.
Später debütierte Bullard mit Young im Main Roster der WWE. Als Duo bestritten sie von da an mehrere Tag-Team-Matches, welche sie teils gewinnen konnten. Schlussendlich gewannen sie am 14. Juni 2015 bei WWE Money in the Bank die WWE Tag Team Championship. Die Regentschaft hielt 70 Tage, dann verloren Bullard und Young die Titel an The New Day. Von diesem Zeitpunkt an wurde das Team in geringerem Umfang eingesetzt.
Bullard wirkte dann später nur noch als Einzelwrestler, nachdem sein Tag-Team-Partner Young die Company verließ, und gründete für sich Titus Worldwide. Später wurde er dann wieder in die Tag-Team-Division mit verschiedenen Partnern gesteckt und bekam als Managerin Dana Brooke an seine Seite. Dies löste sich aber auch nach wenigen Monaten Zusammenarbeit auf.
Beim Pay-Per-View Greatest Royal Rumble in Jeddah unterlief ihm ein unglückliches Missgeschick, bei welchem er während seines Entrances stolperte und unter den Ring rutschte.
In der Raw-Ausgabe vom 20. Mai 2019 gewann Bullard den neu eingeführten WWE 24/7 Championship, diese Regentschaft endete aber bereits nach wenigen Sekunden und verlor den Titel dann an Robert Roode. Am 6. April 2021 erhielt er im Rahmen der Hall of Fame Zeremonie den Warrior Award.

## Wrestling-Erfolge
- World Wrestling Entertainment
  - WWE 24/7 Championship (1×)
  - WWE Tag Team Championship (1× mit Darren Young)
  - WWE Warrior Award 2020

- Florida Championship Wrestling
  - FCW Florida Tag Team Championship (1× mit Damien Sandow)